# Wardell Pomeroy
Wardell Baxter Pomeroy (Kalamazoo, Michigan, 6. prosinca 1913. -  Bloomington, Indiana, 6. rujna 2001.), američki seksolog, suradnik Alfreda Kinseya.
Tijekom suradnje s Kinseyem, i rada u Institutu za istraživanje seksa, zabilježio je otprilike 6.000 seksualnih povijesti (trećinu svih prikupljenih). Prije nego što je postao seksolog, radio je u državnoj bolnici. Kasnije je u Institutu radio do 1963. kada odlazi jedno vrijeme u privatnu praksu, i izdaje knjige s tog područja. Bio je direktor Instituta za napredno istraživanje ljudske spolnosti. U 70. godini ide u mirovinu zbog narušenog zdravlja. Bio je jedan od izvora za snimanje filma o Kinseyu. Premijeru nije dočekao. Umro je tri mjeseca prije 88. rođendana od demencije.